# Balliste
Cet article possède un paronyme, voir Baliste.
Balliste, l'un des « Trente Tyrans » qui prirent la pourpre sous Gallien (253-268), avait rendu de grands services sous Valérien et avait battu le roi des Perses, Sapor Ier.
À la mort de l'usurpateur Macrien et de son fils Quiétus, il se fit proclamer empereur en Orient, à Émèse. Il périt peu après, assassiné par un soldat, en l'an 264.

## Sources
- Marie-Nicolas Bouillet  et Alexis Chassang (dir.), « Balliste » dans Dictionnaire universel d’histoire et de géographie, 1878 (lire sur Wikisource)